# Prayut Chan-o-cha

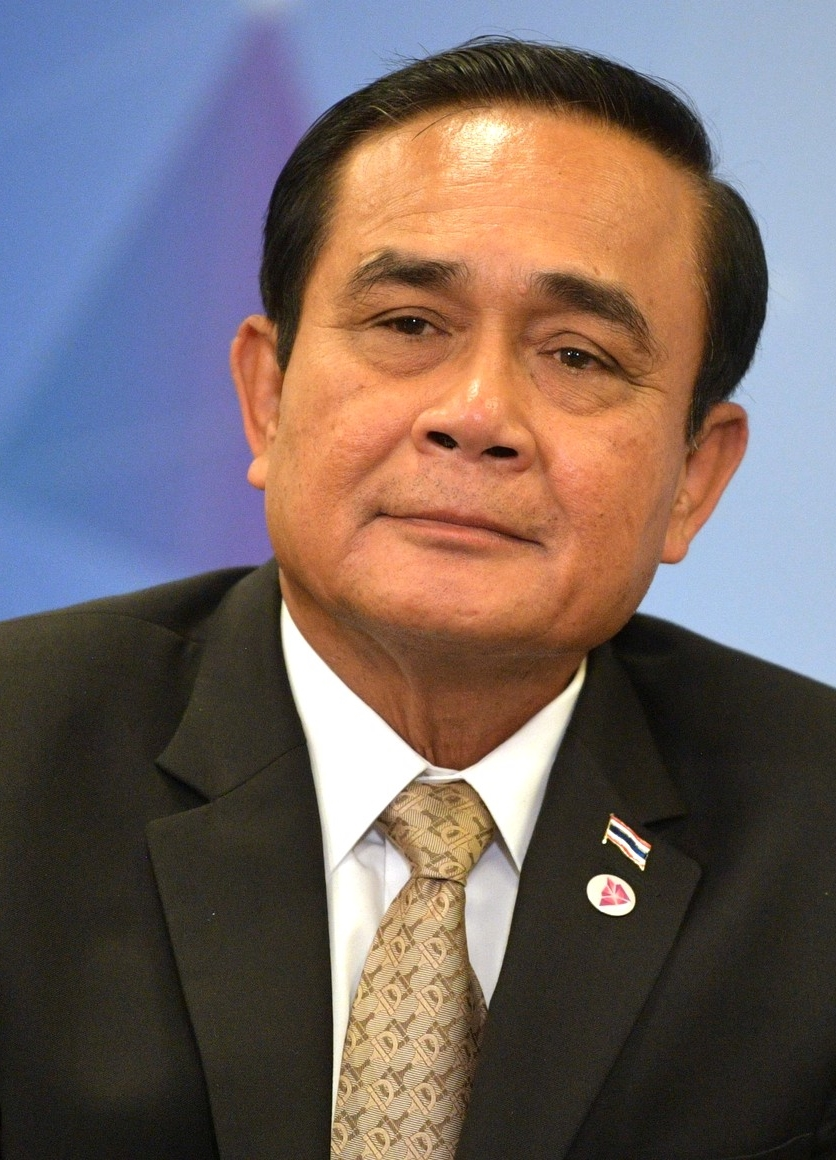
Prayut Chan-o-cha (2018)

Prayut Chan-o-cha (auch Prayuth Chan-ocha; thailändisch ประยุทธ์ จันทร์โอชา, RTGS Prayut Chan-ocha, Aussprache: [pràʔ.jút t͡ɕan.ʔoː.t͡ɕʰaː]; * 21. März 1954 in der Provinz Nakhon Ratchasima, Nordost-Thailand) ist ein thailändischer Politiker und pensionierter Heeresoffizier im Generalsrang. Er war von 2014 bis zum 22. August 2023 Ministerpräsident von Thailand.
Von 2010 bis 2014 war Prayut Oberkommandierender des thailändischen Heeres. Am 20. Mai 2014 rief er das Kriegsrecht aus. Seit einem Staatsstreich am 22. Mai übte er als Chef einer Militärjunta, die sich „Nationaler Rat zur Erhaltung des Friedens“ (Englisch National Council for Peace and Order Thai คณะรักษาความสงบแห่งชาติ) nannte, die Regierungsgewalt aus. Am 21. August 2014 wählte ihn das von der Militärführung eingesetzte Übergangsparlament auch formell zum Ministerpräsidenten. Nach Wahlen im März 2019 wurde er im Amt bestätigt.

## Militärkarriere

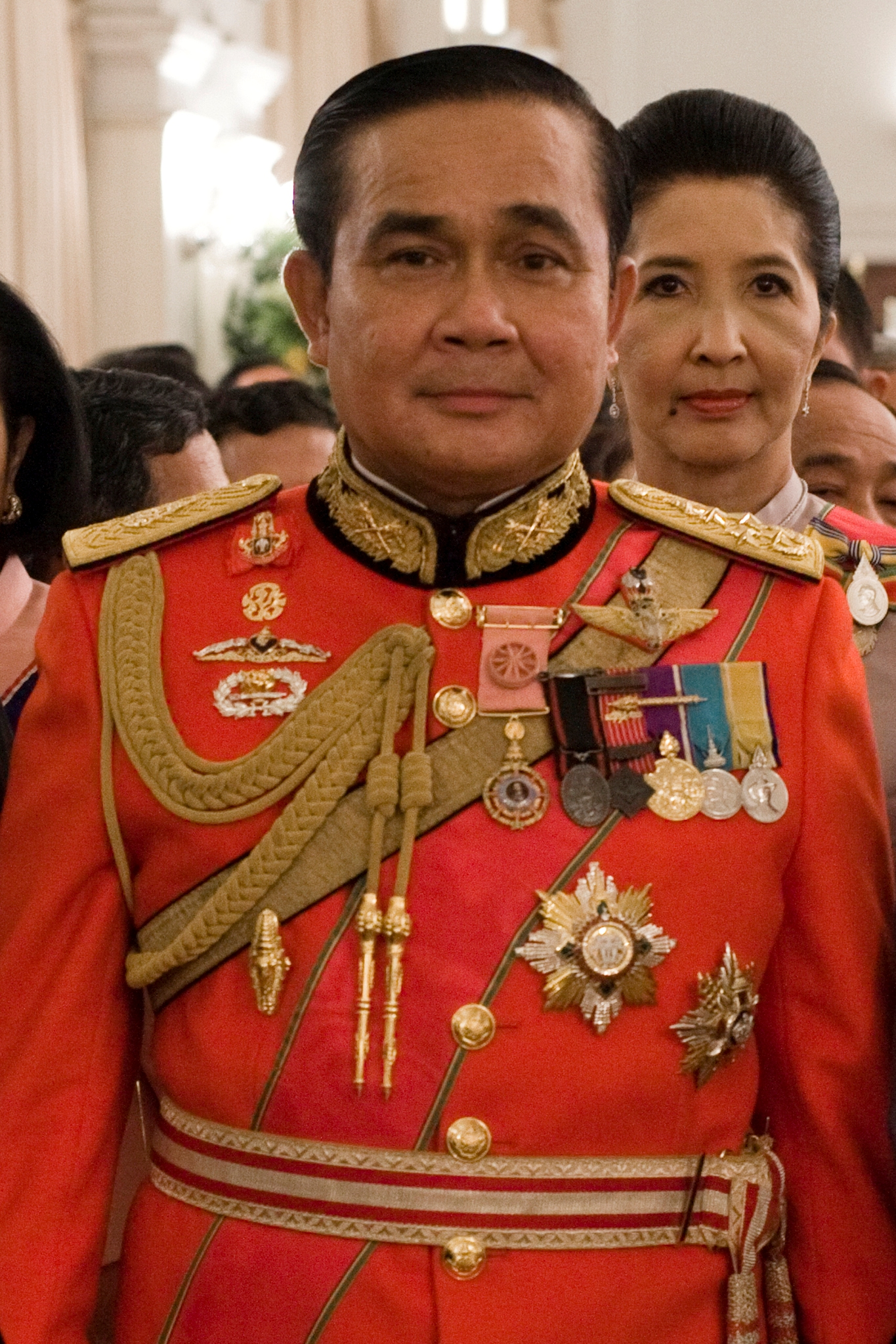
Prayut in Uniform der königlichen Garde; dahinter seine Frau Naraporn (2011)

Nach seinem Abschluss an der Chulachomklao-Militärakademie (23. Jahrgang) diente er im 21. Infanterie-Regiment, der Leibgarde der Königin. Später besuchte er die Generalstabsschule und die Hochschule für nationale Verteidigung.
2002 wurde er stellvertretender Kommandeur, 2003 Kommandeur der 2. Infanteriedivision, 2005 stellvertretender Kommandierender General und 2006 Kommandierender General der ersten Armeeregion mit Sitz in Bangkok. In dieser Position kam ihm eine wichtige Rolle beim Putsch in Thailand 2006 zu. Nach dem Putsch gehörte er der ernannten Nationalen Legislativversammlung an. Er gehörte dem Ausschuss für Umwelt und Rohstoffe an und war Vorstandsmitglied beim staatlichen Elektrizitätsversorgungsunternehmen MEA. Von 2007 bis 2010 war er Independent Director bei Thai Oil Public Co Ltd.
2008 wurde er zum Stabschef des Heeres befördert. Als die Regierung von Samak Sundaravej im September 2008 angesichts der Belagerung des Regierungsgebäudes durch Aktivisten der Volksallianz für Demokratie („Gelbhemden“) den Ausnahmezustand verhängte, wurde Prayut stellvertretender Verantwortlicher für die Lösung der Notstandssituation. Im Januar 2009 wurde er zum Adjutanten des Königs ehrenhalber ernannt. Von 2009 bis 2010 war er Stellvertreter des Oberkommandierenden des Heeres, Anupong Paochinda.
Am 1. Oktober 2010 wurde er als Nachfolger Anupongs zum höchsten Befehlshaber der Landstreitkräfte ernannt, ein Posten, dem in Thailand traditionell auch große politische Bedeutung beigemessen wird. Er wurde zugleich leitender Verantwortlicher des während der Proteste und Unruhen der „Rothemden“ im April 2010 gebildeten Centre for the Resolution of the Emergency Situation (CRES). Als Oberkommandierender des Heeres war er außerdem zugleich Präsident des in der Thai Premier League vertretenen Fußballvereins Army United sowie Mitglied des Board of Directors bei der TMB Bank.

## Putsch und Amtszeit als Ministerpräsident
Im Rahmen der seit November 2013 andauernden politischen Krise verhängte Prayut am 20. Mai 2014 das Kriegsrecht und setzte sich selbst an die Spitze eines „Kommandos zur Erhaltung von Frieden und Ordnung“, das über umfangreiche Befugnisse verfügt. Er betonte zunächst, dass die geschäftsführende Regierung weiter im Amt und die Intervention kein Putsch sei. Nur zwei Tage später entmachtete er aber die Regierung und übernahm selbst die unmittelbare Herrschaft, nachdem er seine Gespräche mit den unterschiedlichen politischen Kräften zur Beilegung des Konflikts für gescheitert erklärt hatte. Er stand seither einer Militärregierung vor, die sich „Nationaler Rat zur Erhaltung des Friedens“ (NCPO) nannte, und übte bis auf Weiteres die Befugnisse des Premierministers und des Kabinetts aus.
Am 21. August 2014 wählte ihn die von der Militärführung ausgewählte nationale gesetzgebende Versammlung zum Ministerpräsidenten. Seine Amtszeit als Heereschef endete turnusgemäß am 30. September 2014. Ihm folgte General Udomdej Sitabutr nach. Die Ämter des NCPO-Vorsitzenden und Ministerpräsidenten behielt Prayut aber.
Im März 2019 ließ die Junta – nach mehrfacher Verschiebung – eine Parlamentswahl abhalten. Prayuts Unterstützer hatten zuvor die Phalang-Pracharat-Partei (PPRP) gegründet. Diese nominierte Prayut als ihren Kandidaten für das Amt des Ministerpräsidenten, ohne dass er offiziell Mitglied der Partei war. Die PPRP wurde bei der Wahl mit 23,7 % stimmenstärkste Partei, erhielt jedoch nur 116 der 500 Sitze im Repräsentantenhaus. Prayut gelang es aber in wochenlangen Verhandlungen, die Demokratische Partei, die Bhumjaithai-Partei sowie 16 kleinere Parteien zu einer Koalition zusammenzufügen. Zudem stimmen nach der Verfassung von 2017 beide Parlamentskammern der Nationalversammlung gemeinsam ab, wobei die 250 Mitglieder des Senats vom „Nationalen Rat zur Erhaltung des Friedens“ bzw. vom Militär ernannt worden waren. Letztlich erhielt Prayut 251 der 500 Stimmen im Repräsentantenhaus und 249 der 250 im Senat. Am 11. Juni wurde er für eine zweite Amtszeit vereidigt.
Im Sommer und Herbst 2020 kam es zu Protesten und Rücktrittsforderungen gegen Prayut, worauf dieser einen Ausnahmezustand ausrief, Versammlungsverbote verhängte und die Presse einer Zensur unterzog. Die Proteste wurden von der Studentin Panusaya Sithijirawattanakul angeführt und richteten sich sowohl gegen die Regierung als auch die Monarchie unter König Maha Vajiralongkorn. Eine Woche nach der Verhängung des Ausnahmezustands und der Verbote verkündete die Regierung von Prayut das Ende dieser Maßnahmen.
Im August 2022 klagte die Opposition vor dem thailändischen Verfassungsgericht, da Prayut die maximale Regierungszeit von acht Jahren überschritten habe. Fraglich war jedoch, ob die Amtszeit seit seiner ersten Ernennung 2014, seit Inkrafttreten der aktuellen Verfassung 2017 oder seit der Wahl 2019 maßgeblich wäre. Bis zur Klärung des Falles suspendierte das Gericht am 24. August 2022 Prayut von der Ausübung der Amtsgeschäfte. Zwischenzeitlich führte sein Stellvertreter Prawit Wongsuwan die Regierung interimistisch. Am 30. September 2022 entschied das Verfassungsgericht mit 6 zu 3 Richtern, dass die Amtszeit erst ab dem Inkrafttreten der Verfassung von 2017 zählte, Prayut also weiterhin Ministerpräsident sein durfte.
Zur Parlamentswahl im Mai 2023 trat Prayut als Spitzenkandidat der Partei Ruam Thai Sang Chat („Vereinte Thai bauen die Nation auf“) an, einer Abspaltung von der Phalang-Pracharat-Partei, die jedoch mit 12,55 Prozent der Listenstimmen und 36 der 500 Sitze im Repräsentantenhaus nur auf den dritten bzw. fünften Platz kam. Am 11. Juli 2023 kündigte Prayut seinen Rückzug aus der Politik an und erklärte seinen Austritt aus der Partei Ruam Thai Sang Chat. Bis zur Wahl eines neuen Ministerpräsidenten blieb er jedoch geschäftsführend im Amt. Sein Nachfolger im Amt wurde am 22. August 2023 Srettha Thavisin.

## Privates
Prayuts Frau Naraporn ist emeritierte Professorin für Englisch als Fremdsprache am Spracheninstitut der Chulalongkorn-Universität. Sie haben erwachsene Zwillingstöchter. In seiner Freizeit spielt er Golf.
Gegenüber der Nationalen Antikorruptionskommission gab er im Oktober 2014 die Summe seiner Vermögenswerte mit 102 Millionen Baht an. Hinzu kamen 26,3 Millionen Baht, die seiner Frau gehörten. Dabei wurden mehrere Autos (darunter ein Mercedes-Benz S600L und ein BMW 740Li), Schmuck und Luxusuhren (drei Rolex) berücksichtigt. Außerdem nannte Prayut eine Reihe von Handfeuerwaffen sein Eigen.

## „Tiger des Ostens“
Wie sein unmittelbarer Vorgänger Anupong Paochinda sowie der ehemalige Verteidigungsminister Prawit Wongsuwan gehört Prayut zur innermilitärischen Clique der „Tiger des Ostens“ (Burapha Phayuk). Alle drei haben ihre Karriere in der 2. Infanteriedivision begonnen, die in Ostthailand stationiert ist, insbesondere im 21. Infanterieregiment, der Leibgarde der Königin. Auch Prayuts Nachfolger an der Heeresspitze, Udomdej Sitabutr, wird dieser Gruppe zugerechnet.
Prayuts jüngerer Bruder General Preecha Chan-o-cha war Mitglied der vom Militär eingesetzten Nationalen Legislativversammlung (eine Art ernanntes Parlament), von 2014 bis 2015 Assistent des Oberkommandierenden des Heeres und von 2015 bis 2016 Staatssekretär im Verteidigungsministerium.